# Flying High (The Irresistible Force)
Flying High è un album in studio del progetto The Irresistible Force (Mixmaster Morris) pubblicato nel 1992.
Viene considerato uno dei migliori esempi di chill-out "ambientale" degli anni novanta.
Descrivendo lo stile dell'album, fortemente "organico", solito ad utilizzare campionamenti e a tratti ritmico, l'autore Christian Zingales dichiarò che fonde "i suoni meditativi orientali, le tensioni dei cosmici tedeschi e l'elettronica primi anni '90". Le ispirazioni spaziano dai primi Kraftwerk, al minimalismo di Steve Reich, alla musica d'avanguardia di Karlheinz Stockhausen.
La title track e Symphony in E presentano un campionamento tratto da Ecstasy degli Spacemen 3.

## Tracce
Musiche di The Irresistible Force.
1. Spiritual High – 7:47
2. Sky High – 12:11
3. Flying High – 15:33
4. High Frequency – 9:42
5. Symphony In E – 8:47
6. Mountain High (Live) – 20:15